# Fourah Bay College
El Fourah Bay College es una universidad en Freetown, Sierra Leona. 
- Datos: Q1506926
- Multimedia: Fourah Bay College / Q1506926